# 臺灣白色恐怖時期

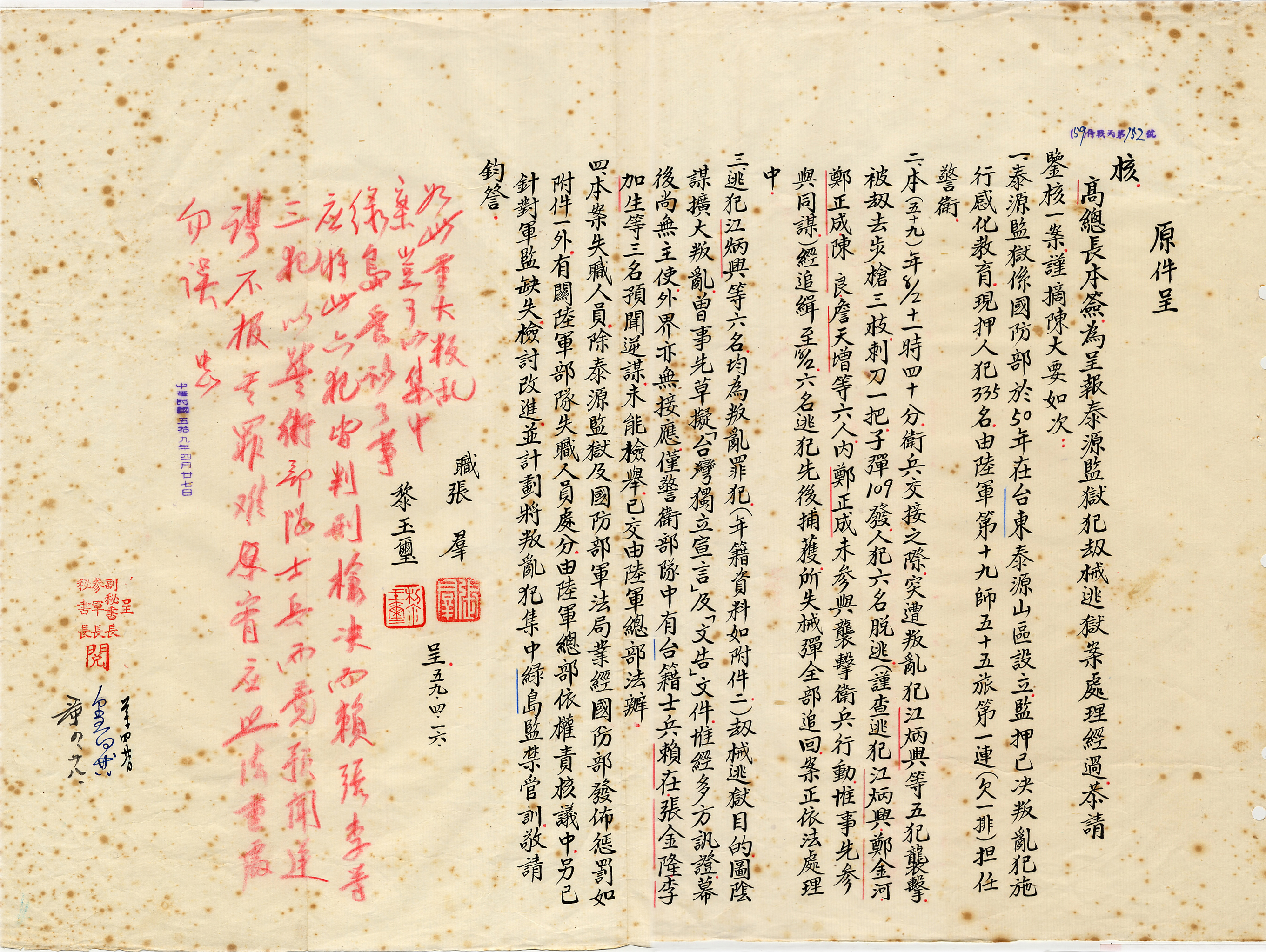
時任中華民國總統蔣中正在總統府秘書長張羣、參軍長黎玉璽上將與國防部參謀總長高魁元上將所呈關於泰源事件處理過程之公文裡，以紅字親自批示槍決。

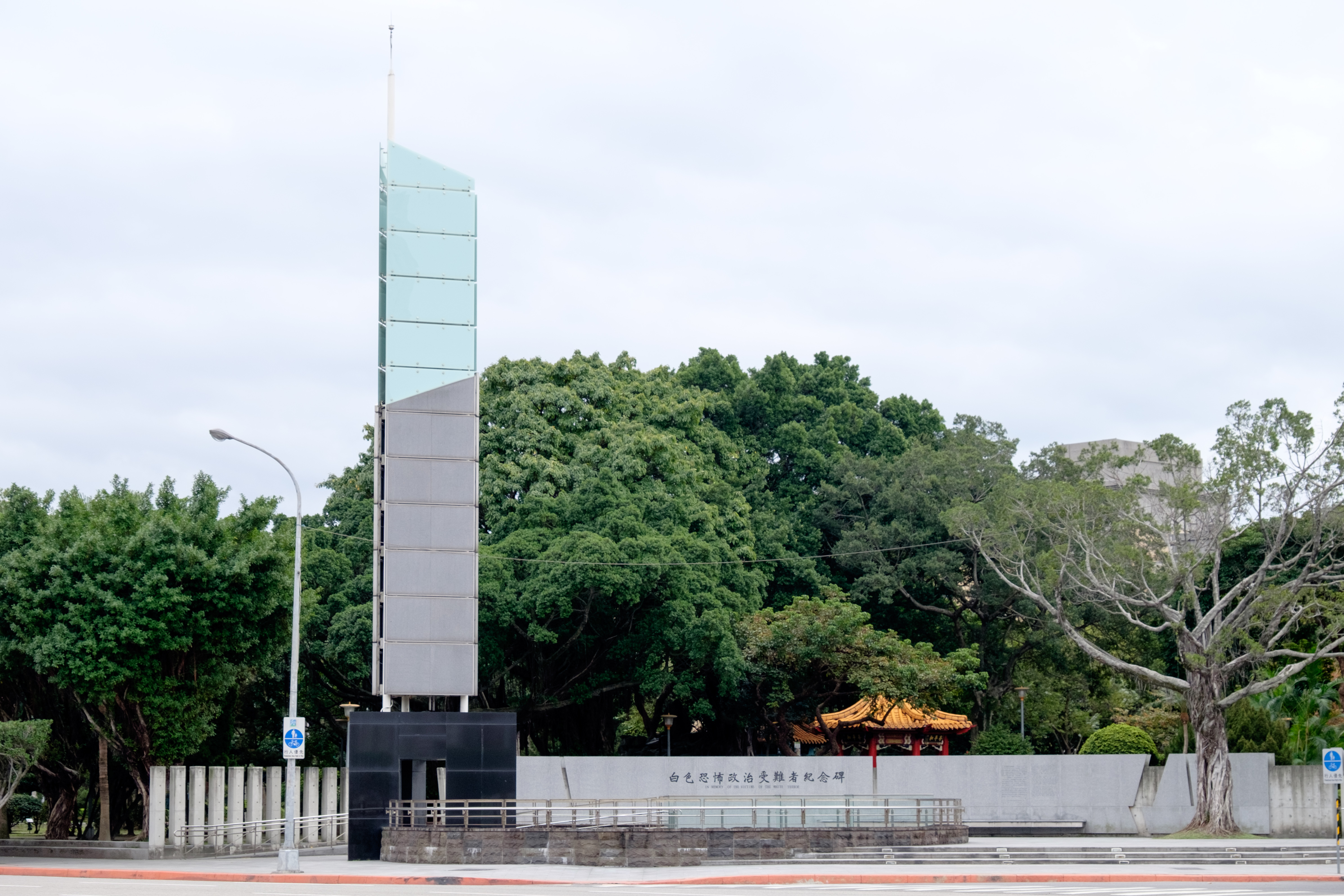
位於台北市中正區凱達格蘭大道的白色恐怖政治受難者紀念碑

臺灣白色恐怖時期是指1949年5月20日—1991年6月3日，從臺灣省政府和臺灣警備總司令部發布《臺灣省戒嚴令》，在臺灣地區實施戒嚴開始，直到白色恐怖三大恶法中最後一個法令《戡亂時期檢肅匪諜條例》廢除為止。
由中國國民黨主政之中華民國政府藉由公权力迫害持不同政见者，塑造對己有利之恐怖政治氛圍之時期。臺灣省政府主席兼臺灣省警備總司令陳誠上将頒布《臺灣省戒嚴令》，宣告自1949年5月20日起在臺灣省全境實施戒嚴。同年5月24日經由立法院三讀通過《懲治叛亂條例》，為針對中国共产党叛亂的特殊狀況而實施，實際上，透過此「特別刑法」造成許多冤假錯案，剷除異己、鞏固威權主義的領導中心，對於批評或反對政府之異議人士（如主張臺灣獨立等等）進行整肅迫害，任意冠上意圖顛覆政權之罪名，將刑罰範圍過分擴張。警總等情治單位，藉由特別刑法充當政府整肅異己的工具，罔顧基本人權、民主、自由等、無孔不入地監控人民，對言行可疑人士或異議分子炮製假案、扣上匪諜的帽子，在全國各地濫捕、濫殺、刑求毆打及沒收財產，造成大量冤死、冤獄、傷殘，人民的生命、財產、健康以及心靈上遭受嚴重損害。
雖然中華民國政府宣告自1987年7月15日起解嚴，「名義上」白色恐怖已經結束，平民不再受到嚴厲的軍法審判，但是《懲治叛亂條例》以及《中華民國刑法第一百條》仍然持續鎮壓與中央政府持不同政見者。
1991年5月9日，法務部調查局幹員在未知會國立清華大學校方的情況下，於清晨五時許進入清大學生宿舍，拘提歷史研究所碩士生廖偉程，引發臺灣社會與大學校園劇烈反彈。5月9日，清大學生到調查局臺北市調查處靜坐抗議。5月12日，抗議的教授及學生於中正紀念堂靜坐，二十多名教授遭到鎮暴警察以棍棒毆打。5月15日，上千名臺灣各大學學生發動罷課，並佔領臺北車站大廳靜坐六天五夜，要求「廢除懲治叛亂條例、反對政治迫害」。5月17日，立法院通過廢除《懲治叛亂條例》，5月22日正式宣告廢止。1998年6月17日立法院通過補償條例，成立「戒嚴時期不當叛亂暨匪諜審判案件補償基金會」。
十五年間補償10067件，其中死刑809人，包括：二二八事件、澎湖七一三事件、孫立人部屬郭廷亮案、大力水手事件、李敖、雷震案、美麗島事件（除了林義雄可能因林宅血案未破案而堅持不領補償金）等。但約1500名受難者未提出申請。基金會執行長希望基金會結束營運後，能與二二八事件紀念基金會合併成為「國家人權基金會」，繼續保障未申請者的權益。

## 簡介

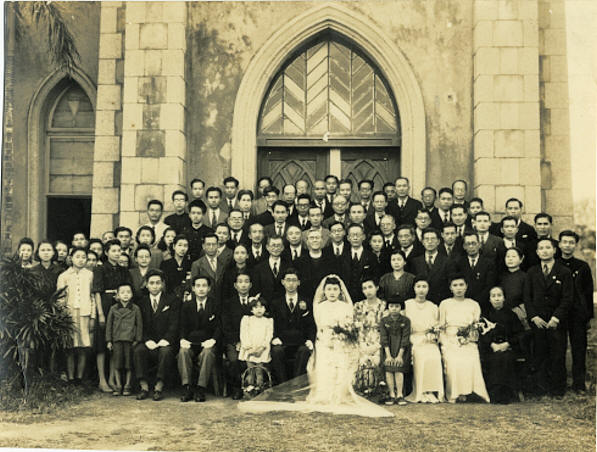
1946年12月26日在臺北市中山區臺灣基督長老教會所舉行賴永祥與劉慶理的婚禮。照片中的林茂生與王育霖等賓客於兩個月後的二二八事件遭國民黨政府殺害，在臺灣白色恐怖時期被殺害的有張國雄，被逮捕入獄的有朱昭陽、朱華陽、楊廷謙、劉明等。

### 時空背景
1945年二戰結束之後，社会主義快速传播，自1945年戰後至1950年前後，許多社会主义國家或政權形成，如1945年越南民主共和國（北越）、1946年的南斯拉夫聯邦人民共和國、保加利亞人民共和國、1947年羅馬尼亞人民共和國、1949年寮國人民軍（巴特寮）、1949年匈牙利人民共和國、1948年朝鮮民主主義人民共和國、1949年中華人民共和國、1952年波蘭人民共和國。
美國出于防堵共產勢力擴張与美苏争霸目的，在歐洲成立北約，繼而成立東南亞條約組織、美日安保條約，而台灣也被納入反共的島鏈之中，早在1938年，美國就有眾議院非美調查委員會（HUAC）已將目光聚焦在國內共產勢力的調查，麥卡錫主義的興起，至1950年的麥卡倫國內安全法，都是一系列反共封鎖的過程。
國民政府在1946年沈崇案後聲望一落千丈，新民主主義在知識份子間流傳並廣為宣傳形成牢不可破的力量，1947年國共會戰，中華民國國軍戰事失利節節敗退，出現了明顯的西瓜效應，红区越來越大，很多人認為一兩年內中華民國政府可能瓦解。
甚至1948年四六事件發生時，學生遊行唱的都是你是燈塔這類紅歌，已不再遮掩對意識形態的支持，中央政府高級官員也傳出叛變如陳儀，直到1949年懲治叛亂條例公布施行後共黨勢力在台擴張才得以遏止，同時，也是當時國際冷戰結構逐漸形成的開始，國民政府開始處決特工，等於是在美國漠視下開始對人權的一種侵害。
此「特別刑法」成為白色恐怖的根源，許多日治時期參加學運的領袖及菁英竟在短短幾年內遭到逮捕及槍決，如參與謝娥反日事件的唐志堂、主張台灣革命獨立的國軍抗日將領李友邦中將、前往中國大陸參加抗戰的鍾浩東、尋找祖國的林如堉與吳思漢、閱讀反日禁書遭逮捕的李蒼降、東京興漢會藍明谷、反日的台大學生張璧坤與李水井等，皆魂斷馬場町；李妻曾碧麗懷孕亦遭下獄刑求至胎盤剝落而大出血早產。
1949年8月《光明報》事件曝光後，中國共產黨台灣省工作委員會面臨第一次瓦解，全省大搜捕，殘餘黨員由陳福星領導，依退守保幹政策退入苗栗山區，1950年6月韓戰爆發，美國海軍第七艦隊巡防台海。
中共「解放台灣」的可能性減低，麥卡錫主義在美國抬頭，中華民國政府於此時開始對叛亂犯採取高壓政策，自1950年2月之後開始密集槍決省工委成員與中共派遣隱避戰線成員，幾乎每周都有省工委成員在馬場町刑場遭槍決，1953年開始，蔣經國改採懷柔政策要求改變立場，瓦解省工委、台盟在台勢力及台灣共和國臨時政府，然而拒絕改變立場者則仍遭到判決死刑。
近年來由於社會氛圍改變，越來越多的白色恐怖受難者，願意將過去的經歷與受到不當用刑的經歷，透過口述歷史與回憶錄的方式陳述，如陳明忠、顏世鴻、黃華昌、陳英泰等，就讀台大經濟系記憶力驚人的陳英泰，由同學鄭文峰吸收入黨，幾乎鉅細靡遺的紀錄了組織成員、在監獄所有見過的人與出獄後難友的狀況，並積極參與成立台灣地區政治受難人互助會、五零年代白色恐怖案件平反促進會等團體。

## 立法、判刑、受難者
1949年5月24日，中華民國立法院為了處置中國共產黨叛亂，通過了《懲治叛亂條例》。後為嚇阻臺灣人民不得反抗政府，於1950年通過《動員戡亂時期檢肅匪諜條例》，擴充了解釋犯罪的構成要件，縱容情治單位機關介入所有人民的政治活動，通行的標語與口號就是「消滅萬惡共匪」、「殺絕朱毛匪幫」、「檢舉匪諜人人有責」、「匪諜就在你身邊」、「殺朱拔毛」、「槍斃共產黨」等。只要是共匪、匪諜、嫌疑犯、曾經去過延安者、親共者、思念大陸家鄉者、或有異見者、異言者，均可不經審判，或由簡易的軍事法庭加以逮捕，當場執行槍決，或拉去刑場槍決，少數行為較輕者則判刑入獄。人民為求自保，告密者到處都是，經常造成冤死、冤獄，人與人之間的信賴感盡失，人心惶惶不可终日，惊恐到了极点，臺灣人民的性格遭到極度扭曲。國家公權力在長期戒嚴中受到濫用，人民的基本權利完全失去保障。
加上當時為戒嚴時期，政治案件受軍法審判，而蔣介石身為軍事長官有核覆權，經蔣核覆的案件有8成以上加重刑期，其中3成改判死刑。而核覆未經過蔣的案件，近6成減刑，不到5％改判死刑，顯然蔣介石是否介入審判，也決定了政治案受難者的量刑。
《戡亂時期檢肅匪諜條例》第14條規定，因匪諜案沒收之財產，承辦人員可得百分之三十五之獎金，其物資報酬也造成當時冤案、錯案、假案的發生從無停止。後因警總在裁撤時大量銷毀檔案，讓當時因獎金而發生的案子有多少，難以考究。
1991年廢除《懲治叛亂條例》，以及1992年修正中華民國刑法第一百條，終結了言論叛亂罪的法律依據，在某種意義上可以視為臺灣白色恐怖的真正結束。
立法院於1998年制定《戒嚴時期不當叛亂暨匪諜審判案件補償條例》。
對於白色恐怖受難人數，根據「戒嚴時期不當叛亂暨匪諜審判案件補償基金會」呈報行政院的數據，自1999年起至2007年6月底為止，申請補償的件數為8,500件，已領補償金者為13,000人。「戒嚴時期不當叛亂暨匪諜審判案件補償基金會」執行長倪子修表示，這些只是領取受難補償的人數，並非確切受難人數。
至2009年7月「戒嚴時期不當叛亂暨匪諜審判案件補償基金會」的確實統計，臺灣在二二八事件後期到解嚴後兩年的白色恐怖共43年期間，因思想、言論涉及叛亂罪，被依動員戡亂時期檢肅條例逮捕受難者有8296人，其中1061人被執行死刑。
政府遷臺早期許多隻身來臺的外省人成為白色恐怖的受害者，但他們可能沒有親人替他們追求平反。許多本省人與外省人的案情由於世事變遷、人事不存，受難的訊息不能流通。
1988年11月5日時任法務部主任檢察官陳守煌在立法院內政委員會會議報告戒嚴38年內「軍事機關判決非現役軍人的刑事案件」統計共29,407件。魏廷朝和陳水扁稱根據中華民國法務部向立法院所提之一份報告的資料顯示，戒嚴時期，軍事法庭受理的政治案件29407件，官方最保守估計的無辜被害者約14萬人。根據司法院透露，政治案件約6、7萬件，如以每案平均3人計算，受軍事審判的政治受難人，應當在20萬人以上，他們就是「白色恐怖」的最直接犧牲者。陳水扁稱其中1960年那一年，執政當局將12萬6875人列為「行蹤不明」人口而予以撤籍。由此推論，當時受迫害致死的人數應極為龐大。又国史馆集刊的论文推计，从1950年代算起，到1987年解严，政治案件牵涉受难人数为14万人，其中被处决人数为3000到4000。
以1950年代的前五年為例，國民黨政府在臺灣處死了4,000至5,000人，甚至於有8,000名以上的外省和本省的匪諜、知識份子、文化人、工人和農民被判處十年以上有期徒刑到無期徒刑，這就是一般所謂的「臺灣五零年代白色恐怖」。一直到1984年12月，最後兩個在1950年代的終身監禁的政治犯林書揚與李金木，在坐滿34年又6個月以上的牢後，才釋放出獄。
根據「戒嚴時期不當叛亂暨匪諜審判案件補償基金會」所提供的統計數字顯示，在已知的白色恐怖受難者中，本省人約佔60%，外省人約佔40%，雖然本省人受難的人數比外省人還多，但是外省人中的受難比例較高，因為外省人只佔當時總人口數的15%。
依據《戒嚴時期不當叛亂暨匪諜審判案件補償條例》第八條第二款規定：「依現行法律或證據法則審查，經認定觸犯內亂罪、外患罪確有實據者」，不得申請補償。意即真正的「匪諜」和「共產黨員」不能得到補償。
據中华人民共和国官方媒體環球時報報導，1949年前後中共一共派出1,500餘名特工進入臺灣，被中华民国军事法庭公審處決的有1100餘人。中國人民解放軍總政聯絡部於2013年12月在北京西山國家森林公園建設無名英雄廣場來紀念這些被处决特工。

## 爭議
2009年，前總統府國策顧問謝聰敏（1964年與彭明敏、魏廷朝起草《台灣人民自救宣言》而被判10年、又在1971年花旗銀行爆炸案遭誣陷被捕入獄15年）與白色恐怖政治受難者團體指臺灣省警備總司令部當年發布的戒嚴令未依法按級呈報代總統李宗仁，再由總統提交立法院追認，因此，依法無效。國民黨政府依無效的戒嚴令侵害部分人士的人身自由及財產權，但司法院大法官卻不受理釋憲，他們要求監察院彈劾大法官、糾舉大法官失職。
2010年，監察委員黃煌雄等提出調查報告指出1948至1949年有三次戒嚴令，1949年5月20號發佈的第二次戒嚴令是否有依戒嚴法第3條送立法院追認無從考究，1949年11月22日第三次的戒嚴令如未經總統宣告發布（李宗仁代總統當時並不在中華民國境內，不可能簽字公告，不符憲法第39條規定），形式要件不完整，法定程序有瑕疵，則戒嚴令因欠缺形式法效而失效，軍事審判機關的審判權就有瑕疵，戒嚴時期因案被宣告沒收之財產「恐須重新審酌」，當然也會發生其後的救濟問題。但最終相關法律的認定是司法院大法官會議。
謝聰敏等人對監院的調查結果感到振奮，他們表示自己因為在戒嚴時期遭到軍法審判而坐牢，如果監委認定戒嚴令有瑕疵，那麼當時的審判就站不住腳，他們將根據這項調查報告向大法官聲請釋憲、爭取平反及冤獄賠償。民主進步黨立法委員管碧玲表示沒有依照憲法程序實施戒嚴令是違法、不合法的，「不合法的戒嚴令實施後，使多少人民的生命、自由、財產因此受到剝奪、被軍事審判，這些怎麼辦？應該要慎重研議國家補救的體制！」被列入黑名單的立委蔡同榮也說：臺灣人很無辜，實施戒嚴令讓海內外的鄉親受害很大，他因此在美國30年卻有家歸不得，他要求政府應該追查相關法律責任、補償。
2013年，有白色恐怖（匪諜案）受害者直系海外家屬出面要求平反補償長達十年的受害監禁確切案件，但被中華民國政府拒絕。「財團法人戒嚴時期不當叛亂暨匪諜審判案件補償基金會」於2013年6月30號面臨停止作業。這30多件未了案子中的受害者及家屬們曾上書陳情於馬英九總統請求延期，但他們的陳情書都一致的被總統府轉送給「財團法人戒嚴時期不當叛亂暨匪諜審判案件補償基金會」，於是都不了了之。而且2013年初也曾有案子中旅美華人受害者直系家屬越洋上書陳情立法委員林郁方要求協助延期，但被林郁方委員室以“機構已停辦，無事可做”理由回絕。形成強烈對比的，當二二八事件在2013年又出現了30幾個案子因過期無法申請，民進黨立法委員就立刻提案修法，因此現在二二八事件紀念基金會已經過立法院修案又延期申請賠償四年。
对於白色恐怖的牺牲者之所以未被平反，白色恐怖受難者林书扬解释：「思想问题，是最难解决的......对国民党来说，到目前仍认为当年的反共国策是无需质疑的。同情共产主义者，仿彿就是一种原罪......国民党只是就当年的『执法程序』作检讨，但从不愿比照二二八事件，作公开道歉。」 

## 平反
2017年12月5日，中華民國立法院三讀通過《促進轉型正義條例》。2018年5月31日，促進轉型正義委員會正式掛牌成立，之後開始陸續對白色恐怖時期案件進行平反。
2018年10月5日，促進轉型正義委員會以函文方式公告第一批撤銷有罪判決人員之名單，撤銷林慶雲等1270人之有罪判決。
2018年12月7日，促進轉型正義委員會以函文方式公告第二批撤銷有罪判決人員之名單，撤銷黃藻儒等1505人之有罪判決。其中受難者崔乃彬君等5人以類似判決書之司法不法決定書形式撤銷有罪判決。
2019年2月27日，促進轉型正義委員會以會議決議方式公告第三批撤銷有罪判決人員之名單，撤銷黃頂君等1056人之有罪判決。其中受難者王錫和等6人以類似判決書之司法不法決定書形式撤銷有罪判決。
2019年5月30日，促進轉型正義委員會以會議決議方式公告第四批撤銷有罪判決人員之名單，撤銷徐維琛君等2006人之有罪判決。其中受難者劉永祥君等7人以類似判決書之司法不法決定書形式撤銷有罪判決。

## 部份案件

### 1940年代
- 陳儀匪諜案。
- 李友邦匪諜案。
- 朱楓、吳石、聶曦匪諜案。
- 四六事件（1948年）
- 楊逵的「《和平宣言》事件」（1949年）

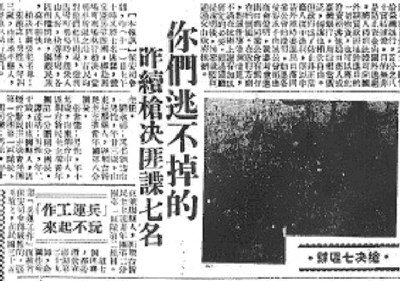
澎湖七一三事件槍決報導，又被稱為外省人的二二八

- 鍾浩東、蔣碧玉等人的基隆中學「《光明報》案」（1949年－1951年）
- 澎湖七一三事件：本事件受害者幾乎為山東人，又稱為「外省人的二二八事件」，為白色恐怖時代受害人數最多的單一事件[49]。
- 中華民國海軍白色恐怖事件

### 1950年代
1950年

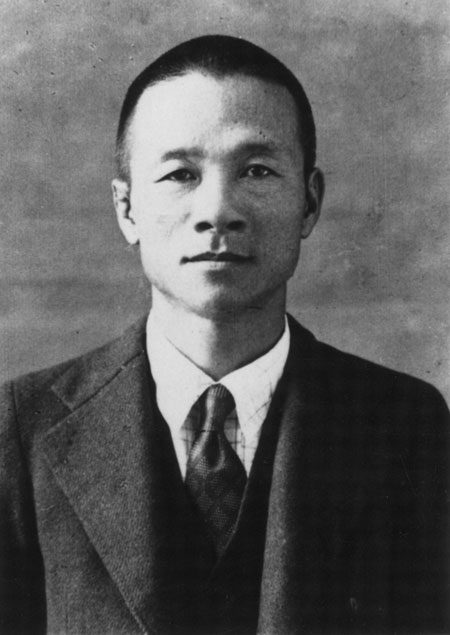
日治時期農民運動領袖之一的簡吉，因出任中共臺灣省工委員山地工作委員會書記，而遭槍決

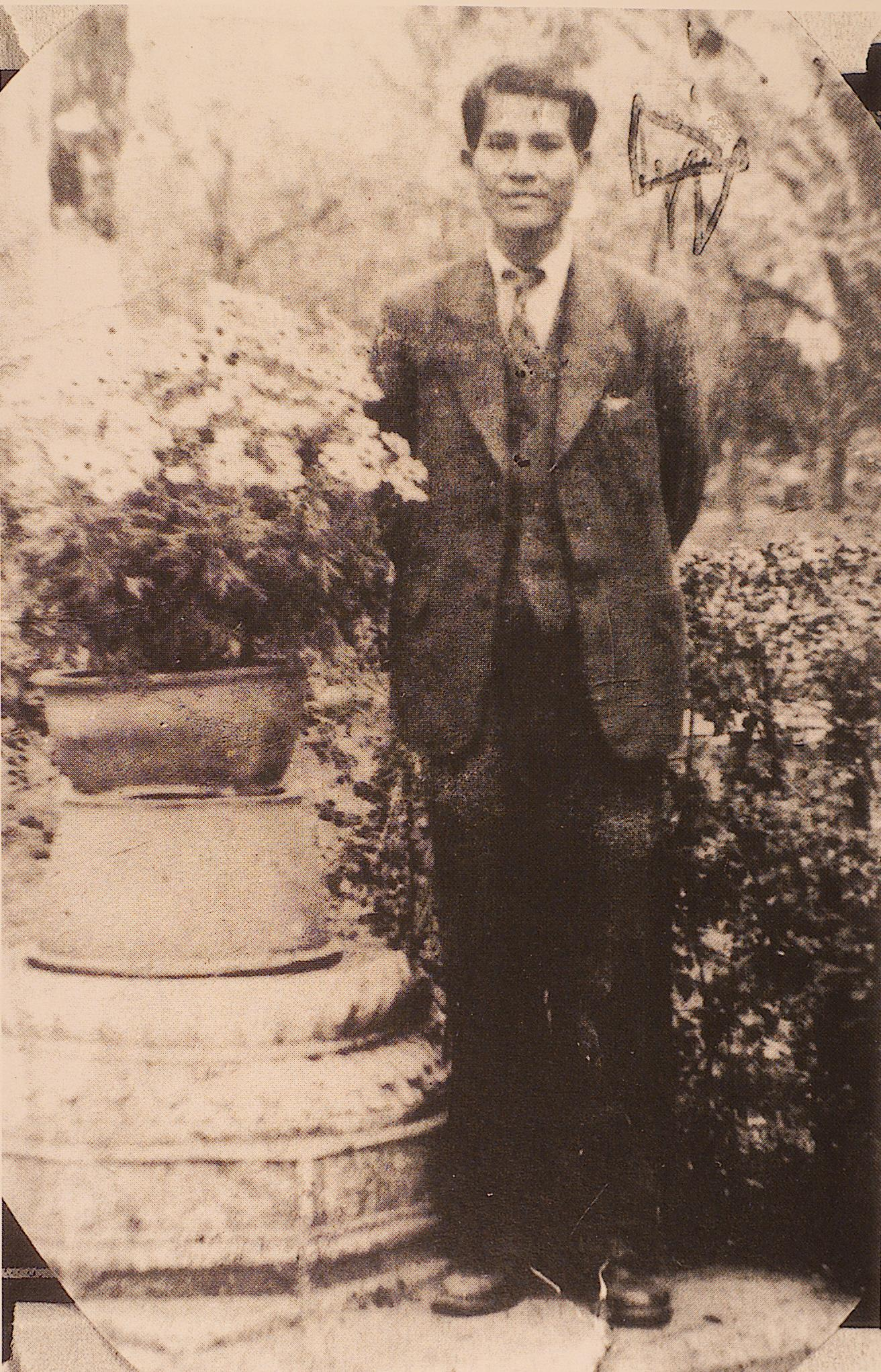
臺灣省立基隆中學校長鍾浩東因《光明報》事件曝光後遭到逮捕槍決

- 謝瑞仁、林書揚等人的「麻豆案」（1950年）
- 鄧錫章、張伯哲等人的「台中案」（1950年）
- 林清良等人的「桃園案」（1950年）
- 黃紀男、廖史豪等人的「台灣再解放聯盟」案（1950年）
- 1950年1月：台北市工委會案
- 1950年1月：警察界鄭臣嚴案
- 1950年1月：新民主主義青年同盟案
- 1950年2月：郵電總支部案
- 1950年2月：吳石、朱諶之間諜案
- 1950年3月：汪聲和、李朋案
- 1950年3月：台中武裝工委會案
- 1950年3月：台中市工委會案
- 1950年4月：山地工委會簡吉案
- 1950年4月：臺中商職自治會案
- 1950年4月：中部山地林祿山案
- 1950年5月：西螺台灣再解放聯盟案
- 1950年5月：鐵路支部案
- 1950年5月：麻豆案
- 1950年6月：王臣濱案
- 1950年7月：王再興案
- 1950年8月：基隆市工作委員會案
- 1950年9月：台北電信局支部案
- 1950年9月：台北街頭支部案
- 1950年9月：李玉堂中將案
- 1950年9月：朴子蔡瑞欽案
- 1950年10月：阿里山湯守仁案
- 1950年10月：南化後掘基地李凱南案
- 1950年11月：台灣青年自治同盟案
- 1950年11月：桃園街頭支部案
- 1950年11月：新竹市社會主義青年大同盟案
- 1950年12月：江泰勇案

1951年
- 李友邦的「台灣獨立革命黨案」（1951年）
- 1951年1月：陳力群案
- 1951年1月：松山傅慶華案
- 1951年1月：龜山陳盛妙案
- 1951年2月：軍法處梁鍾濬案
- 1951年2月：陸軍于成志案
- 1951年5月：新竹市鐵路支部案

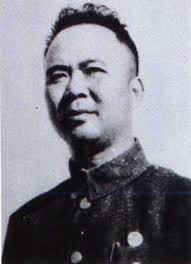
二二八事件時，勇敢拒絕陳儀下達要求其對台廣播命令的國軍台籍將領──李友邦中將

- 1951年7月：中壢姚錦案（又稱「客家中壢事件」）
- 1951年7月：大溪郭成案
- 1951年8月：台灣獨立黨案
- 1951年8月：蓬萊民族自救鬥爭青年同盟案 [50]
- 1951年10月：桃園無線電台支部案

1952年

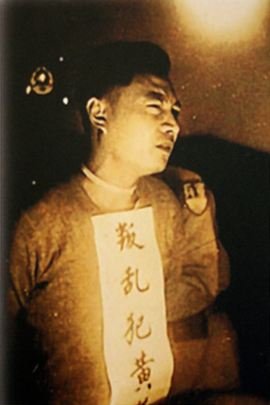
繪製二二八事件《恐怖的檢查》的版畫家黃榮燦行刑前攝

- 黃溫恭的「臺灣省工委會燕巢支部案」（1952年）
- 鹿窟基地案：呂赫若、鄭定國等人的石碇「鹿窟基地案」（1952年-1953年）
- 1952年：歐陽劍華案
- 1952年1月：學術研究會案
- 1952年1月：台大支部案、「虎尾地區工作委會會莿桐支部」郭慶等案 [51]
- 1952年1月：佳冬鄭團麟案
- 1952年2月：銅鑼黃逢開案
- 1952年2月：阿里山李瑞東案
- 1952年2月：阿里山支部案
- 1952年4月：番路台灣前鋒青年協會案
- 1952年6月：林金木案
- 1952年6月：五結宜蘭中興紙廠案
- 1952年6月：銅鑼徐金生案
- 1952年7月：台灣人民同盟案
- 1952年8月：段澐中將案
- 1952年10月：苗栗油廠支部案

1953年
- 1953年1月：大同公司林斯鎰案
- 1953年1月：阮英明案
- 1953年2月：田尾綠幫革命團李書勳案
- 1953年4月：台北司機公會支部案

1954年

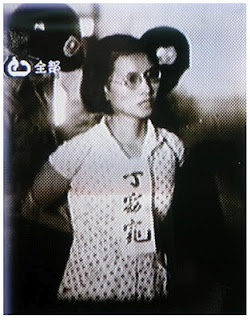
丁窈窕因台南市委會郵電支部案而遭槍決

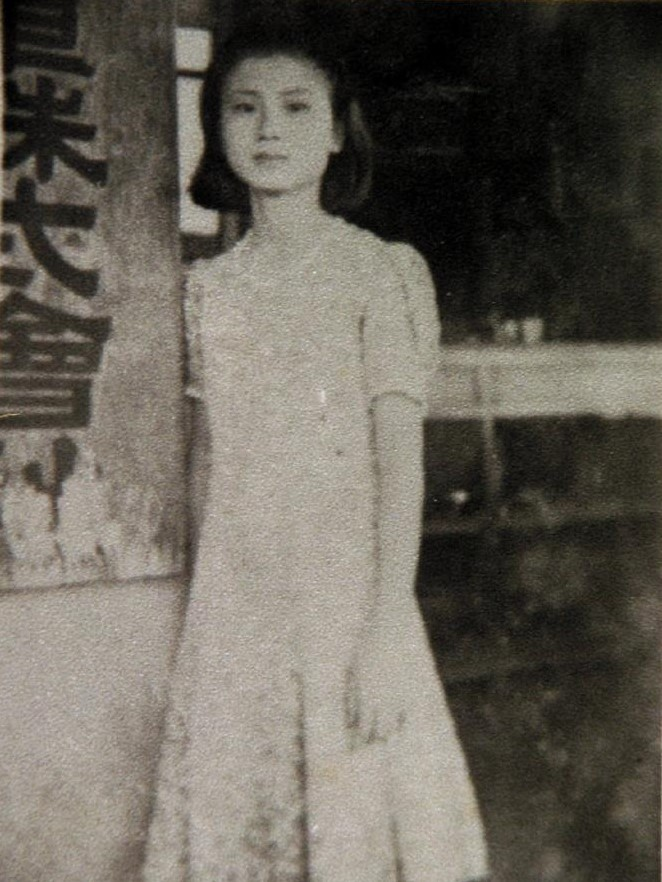
施水環親友多人因臺大工學院支部案同遭株連

- 高一生、湯守仁等人的「高砂民族自治會案」（1954年）
- 台北市木工支部案
- 1954年6月：陶普斯號事件
- 1954年8月：孫立人案
- 1954年8月：陳明貴案
- 1954年12月：林日高案
- 吳麗水、丁窈窕、施水環、方玉琴等人的台南市委會郵電支部案（1954-1956年）

1955年-1959年
- 1955年，孫立人兵變案，又稱郭廷亮匪諜案，牽連者約三百餘人。
- 1955年8月：大武陸軍范立志案
- 「任方旭、任顯群案」（1956年）
- 1956年7月：月員林江火社台獨案
- 1957年3月：劉自然事件
- 1958年4月：林文安案
- 1958年4月：海軍台獨案
- 1959年12月：武漢大旅社案 [52]

### 1960年代
- 雷震、傅正等人的「雷震事件」（1960年）

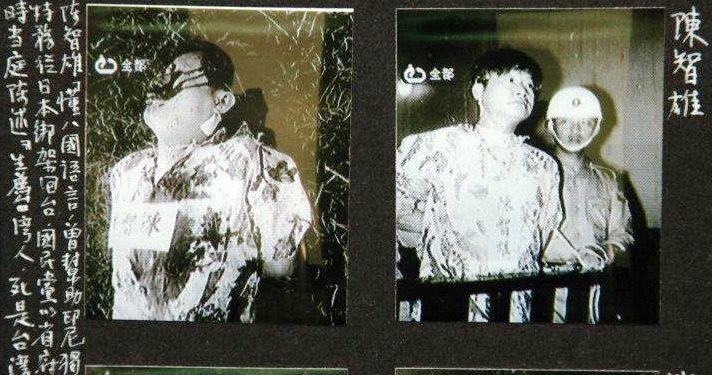
遭斧砍斷雙足後拖赴刑場的臺獨政治犯陳智雄就刑前後

- 黃紀男等人的「台灣民主獨立黨台灣地下工作委員會案」（1961年）
- 蘇東啟、詹益仁等人的「蘇東啟案」及「廖啟川案」（1961年）
- 陳智雄等人的「同心社案」（1961年）
- 施明德等人的「亞細亞同盟案」（1962年）
- 聯合報副刊船長事件（林海音事件，41963年）[53]
- 彭明敏、謝聰敏、魏廷朝等人的「《台灣自救運動宣言》案」（1964年）
- 謝東榮「厕所叛乱案」（1966年）
- 姚勇來、沈嫄璋、李世傑、蔣海溶、單建周、路世坤、童尚經等人的「第二波《新生報》案」（1966年）
- 林水泉、顏尹謨、黃華、許曹德等人的「全國青年團結促進會案」（1967年）
- 陳泉福等人的「台灣大眾幸福黨案」（1967年）
- 李敖「妨礙公務」案（1967年）
- 「崔小萍案」（1968年）
- 柏楊的「大力水手事件」（1968年）
- 陳映真、李作成、吳耀忠、陳述孔、丘延亮等人的「民主台灣聯盟案」（1968年）
- 許席圖等人的「統中會案」（1969年）
- 「陳中統案」(1969年)
- 李義平、高陣明等人的「山地青年團案」(1969年)

### 1970年代

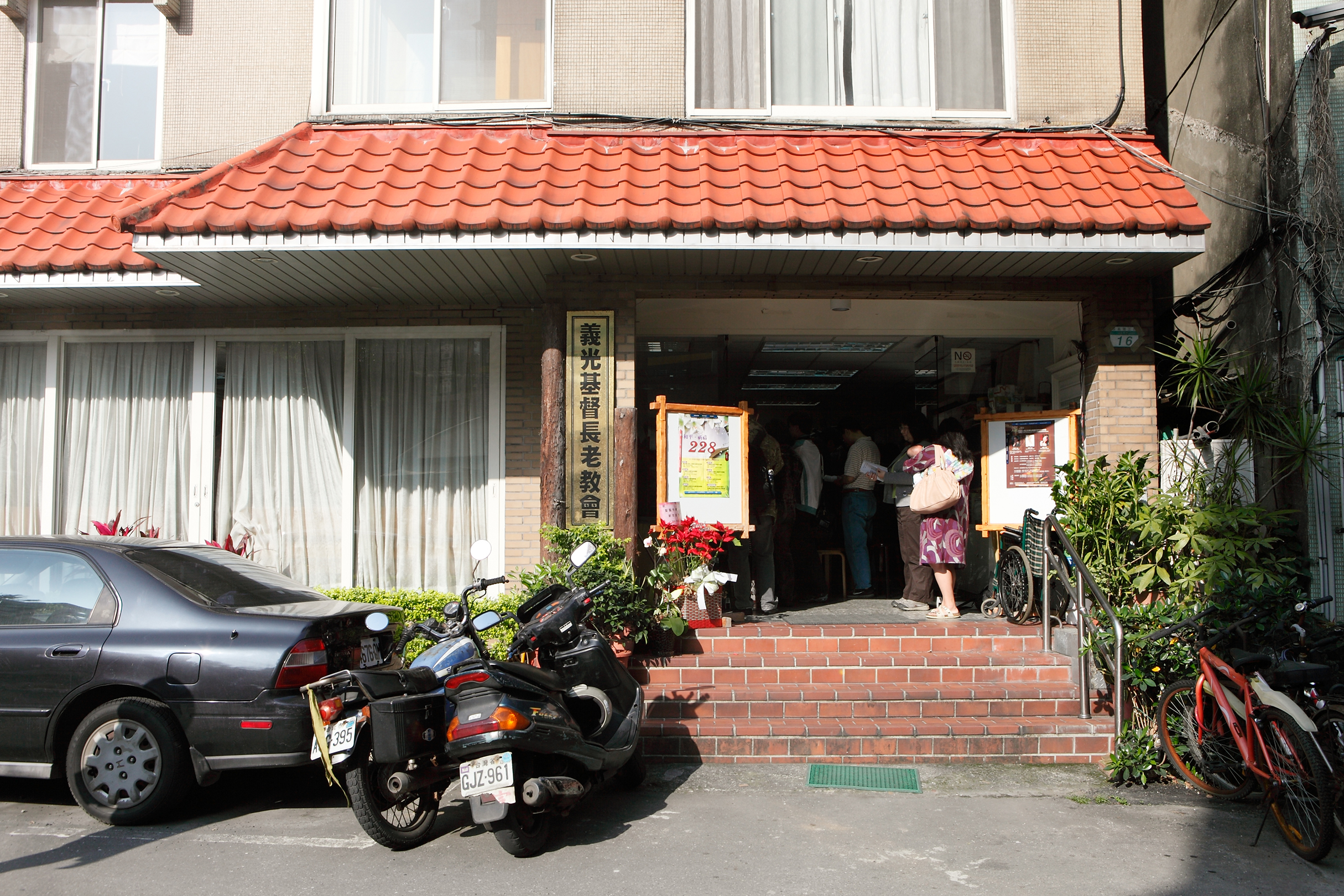
林宅滅門血案發生地，現為義光教會

- 江炳興、鄭金河、陳良、謝東榮、詹天增等人的「泰源監獄案」（1970年）
- 謝聰敏、魏廷朝、李敖等人的「叛亂案」（1971年）
- 蔡俊軍、吳榮元、鍾俊隆、吳俊宏、陳欽生、鄧伯宸等人的「成大共產黨案」（1972年）
- 臺大哲學系事件（1972年-1975年）
- 鄭評等人的「台灣獨立革命軍案」（1974年）
- 呂文華等人的「台灣原住民獨立運動案」（1974年）
- 「白雅燦案」（1975年）
- 陳明忠、陳金火案（1976年）
- 「中壢事件」（1977年）
- 「余登發案」（1979年）
- 黃信介、呂秀蓮、姚嘉文、施明德等人的「美麗島事件」（1979年-1980年）

### 1980年代
- 「林宅血案」（1980年）
- 陳文成事件（1981年）
- 二二八受刑人案（1982年）
- 江南案（1984年）
- 三七事件「東崗慘案」（1987年）
- 蔡有全、許曹德的「台灣獨立案」（1987年）
- 鄭南榕自焚案（1989年）

### 1990年代
- 陳正然等人的「獨立台灣會事件」（1991年）

該案判決為有罪，此時台灣已經解嚴，而台灣民意也反對以國家暴力反台獨，而民意也逼迫立法院廢除各項限制言論自由的法令。
- 郭廷亮案（1991年）

## 流行文化

### 相關詩篇
- 風遲（本名王鳳池）(1963)《故事》
- 鴻鴻 (2024)《霧沒有聲音——悼三七事件亡魂》[54]

### 相關小說
- 葛超智 George Kerr (2003)《被出賣的台灣》
- 韋恩·斯內德 (1953)《一桶蚵仔 A Pail of Oysters》
- 蔡德本 (1994)《番薯仔哀歌》
- 姜天陸 (2020)《胡神：浯島文學獎小說組首獎作品輯.2019第16屆 》[55]

### 相關電影
- 《悲情城市》 A City of Sadness (1989)
- 《香蕉天堂》  Banana Paradise (1989)
- 《牯嶺街少年殺人事件》 A Brighter Summer Day (1991)
- 《超級大國民》  Super Citizen Ko (1994)
- 《好男好女》  Good Men, Good Women (1995)
- 《去年冬天》 Heartbreak Island (1995)
- 《天馬茶房》 March of Happiness (1999)
- 《天公金》Forgotten or forgiven (2000)
- 《淚王子》 Prince of Tears (2009)
- 《被出賣的台灣》  Formosa Betrayed (2009)
- 《牽阮的手》 Hand in Hand (2011)
- 《史明·革命進行式》 Su Beng, the Revolutionist (2015)
- 《返校》 Detention (2019)
- 《流麻溝女思想的 》Freemale (2020)
- 《母親的呼喚 》(2020)
- 《野番茄 》Taste of wild tomato (2021)
- 《三月的南國之南 》March: The Southern South (2021)
- 《流麻溝十五號 》Untold Herstory (2022)
- 《不詳的一方》 Noname Square (2022)
- 《黑風箏》 The Black Kite (2022)
- 《餘燼》 The Embers (2024)
- 《尋找湯德章》 In Search of a Mixed Identity (2024)
- 《緊急事故》（英語：Extraordinary Accident）(1958)[56][57]

### 相關電視劇
- 《白色見證》(2003)
- 《後山日先照》Back Mountain Sunshine (2002)
- 《台灣百合》(2004)
- 《傷痕二二八》 (2005)
- 《浪淘沙》A Cinematic Journey (2005)
- 《紫色大稻埕》 La Grande Chaumiere Violette (2016)
- 《燦爛時光》 The Best of Youth (2015)
- 《台北歌手》 ROSEKI 1914 (2018)
- 《雙城故事》A Taiwanese Tale of Two Cities (2018)
- 《自由的向望》Tsū-iû ê Ǹg-bāng, Freewill Of Formosa (2019)
- 《國際橋牌社》 Island Nation (2020)
- 《返校 (電視劇)》 Detention (2020)
- 《天橋上的魔術師》 The Magician on the Skywalk (2021)
- 《茶金》 Gold Leaf (2021)
- 《鹽水大飯店》 Hotel Saltwater (2024)

### 相關VR電影
- 黃心健 (2019) 《失身記》
- 陳芯宜 (2020)《無法離開的人》

### 相關劇場作品
- 奧地利林茲國家劇院舞團《新娘妝》
- 阮劇團Ｘ劇場空間《皇都電姬》
- 綠光劇團《人間條件二：她和她生命中的男人們》
- 同黨劇團《白色說書人》
- 同黨劇團《父親母親》
- 同黨劇團《灰男孩》
- 驚喜製造《微醺大飯店：1980s》
- 再拒劇團《明白歌》
- 阮劇團《陳文成的證明題》
- 飛人集社劇團《藏畫》
- 笨蛋工作室《荒宅探險》
- 第四人稱表演域《暗島》

### 相關音樂
- 羅大佑 (1983)《亞細亞的孤兒》
- Flesh Juicer 血肉果汁機 (2009)《 二二八 》
- 珂拉琪Collage (2021)《這該死的拘執佮愛》
- 珂拉琪Collage (2021)《葬予規路火烌猶在 》
- 珂拉琪Collage (2021)《萬千花蕊慈母悲哀 》
- 拍謝少年 (2021)《 出巡 》

### 相關電玩遊戲
- 雨港基隆
- Detention《返校》
- 她和他和她的澎湖灣
- 夕生
- PAGUI打鬼
- 萤幕判官
- 你是戒嚴時代的誰呢?

### 其他相關作品
- 漫畫《大力水手》，《中華日報》中譯家庭版